# Nikon D850
D810
Le Nikon D850 est un appareil photographique reflex numérique professionnel plein format de 45,7 mégapixels, présenté par Nikon le 24 août 2017. Lors de la commercialisation en France, en septembre 2017, le "prix conseillé" du boîtier était de 3.799 euros.
Il remplace le Nikon D810.